# Verlinghem
Verlinghem (niederländisch Erverlinghem) ist eine französische Gemeinde mit 2678 Einwohnern (Stand 1. Januar 2022) im Département Nord in der Region Hauts-de-France; sie gehört zum Arrondissement Lille und zum Kanton Quesnoy-sur-Deûle.

## Toponymie
Der Ortsname „Verlinghem“ ist germanischen Ursprungs und setzt sich aus drei Silben zusammen: Verl-ing-hem, was als „Wohnstätte der Leute aus Verl“ übersetzt werden kann.

## Lage
Die Gemeinde Verlinghem liegt acht Kilometer nordwestlich von Lille und sechs Kilometer südöstlich der Grenze zu Belgien. Im Nordosten teicht das Gemeindegebiet bis an die Deûle.
Umgeben wird Verlinghem von folgenden Nachbargemeinden:
| Frelinghien | Quesnoy-sur-Deûle                           |                       |
| Pérenchies  | Kompassrose, die auf Nachbargemeinden zeigt | Wambrechies           |
| Lompret     | Lambersart                                  | Saint-André-lez-Lille |

## Wappen
Blasonierung: Écartelé en 1 et 4 d'argent au lion de gueules armé et lampassé d'azur, couronné d'or. Aux 2 et 3 de gueules à une étoile à seize rais d'argent. (Originaltext) Das Wappen ist in vier Felder aufgeteilt, in den Feldern oben rechts und unten links auf silbernem Hintergrund je ein roter Löwe mit blauen Krallen und blauer Zunge, von einer goldenen Krone gekrönt. Die beiden übrigen Felder tragen auf rotem Hintergrund je einen 16-strahligen Silberstern. Die Wappensymbole gehen auf eine Nebenlinie des Hauses Luxemburg zurück, von der mehrere Mitglieder im 15. Jahrhundert als „Seigneur“ über Verlinghem herrschten.

## Bevölkerungsentwicklung
| Jahr                       | 1962 | 1968 | 1975 | 1982 | 1990 | 1999 | 2006 | 2013 | 2021 |
| Einwohner                  | 1225 | 1363 | 1729 | 1941 | 2182 | 2377 | 2312 | 2303 | 2673 |
| Quellen: Cassini und INSEE |      |      |      |      |      |      |      |      |      |

## Sehenswürdigkeiten
Verlinghem besitzt ein reiches historisches Erbe, dabei stehen drei Bauwerke als Monument historique unter Denkmalschutz
- Saint-Chrysole-Brunnen[2]
- Ferme des Templiers (wörtlich etwa: Hof der Tempelritter) aus dem 16. Jahrhundert[3]
- Kirche Saint Chrysole (Sankt Chrysolius)
- Schloss Le Grand Plaisir
- deutscher Soldatenfriedhof

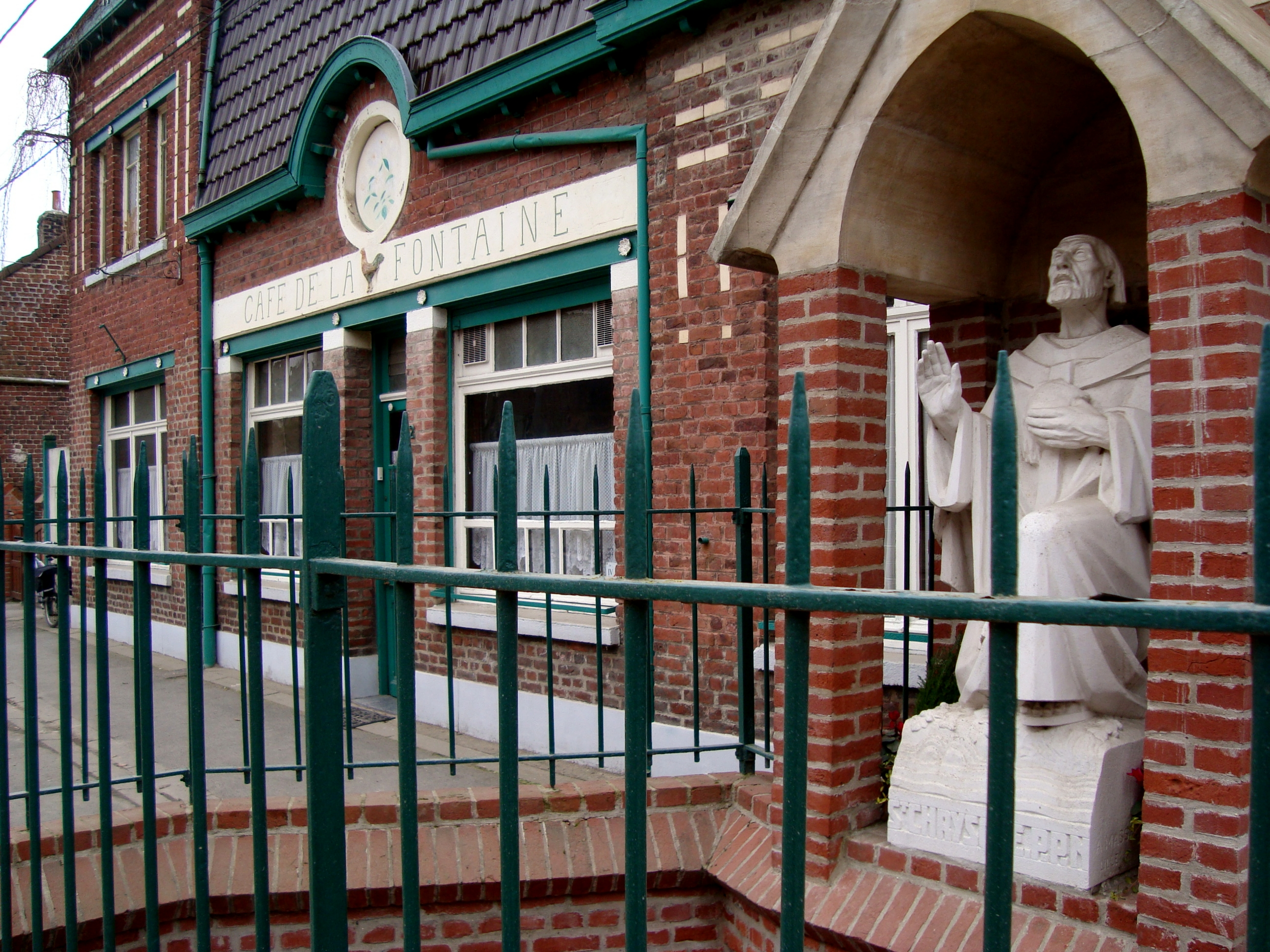
Saint-Chrysole-Brunnen
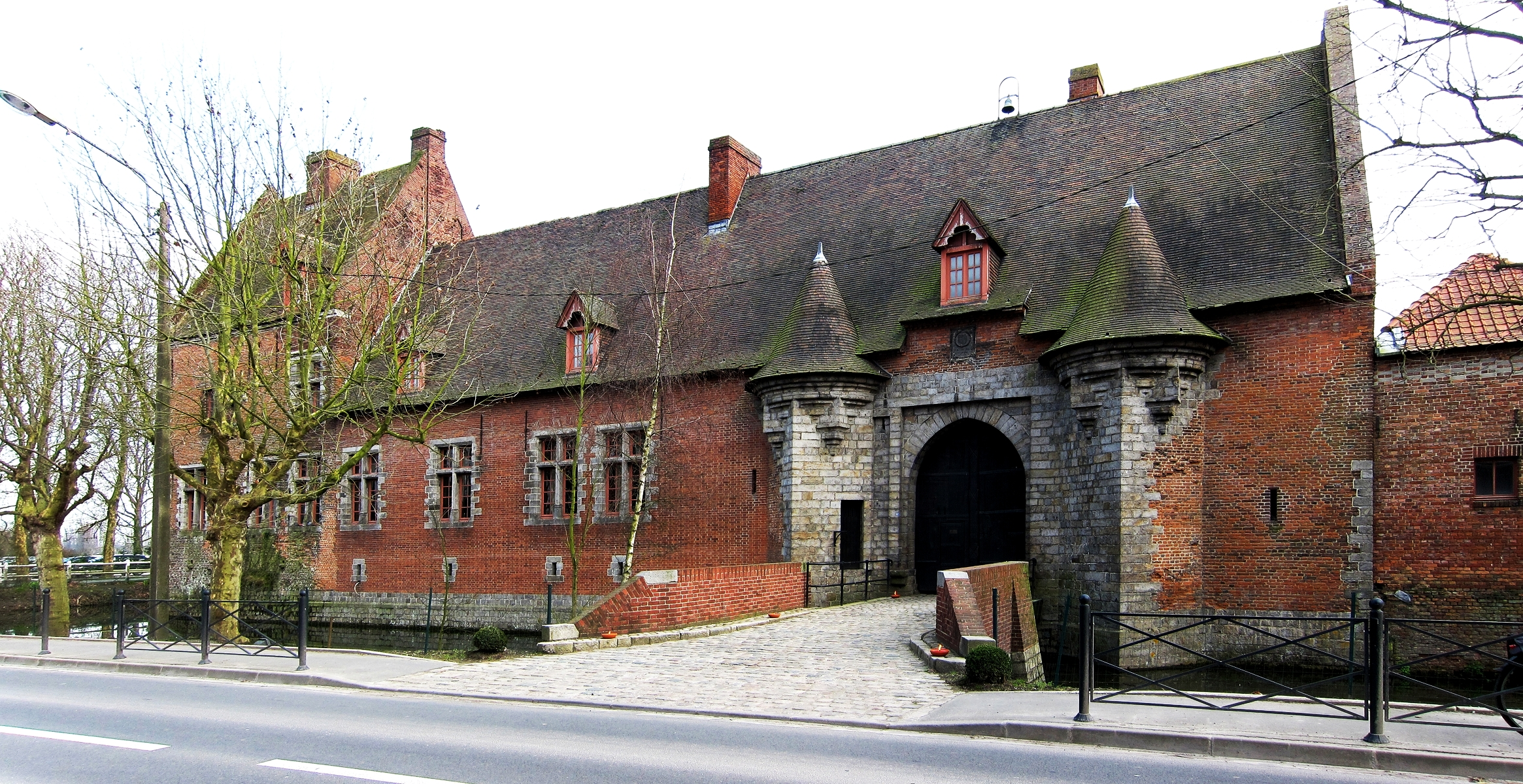
Ferme des Templiers
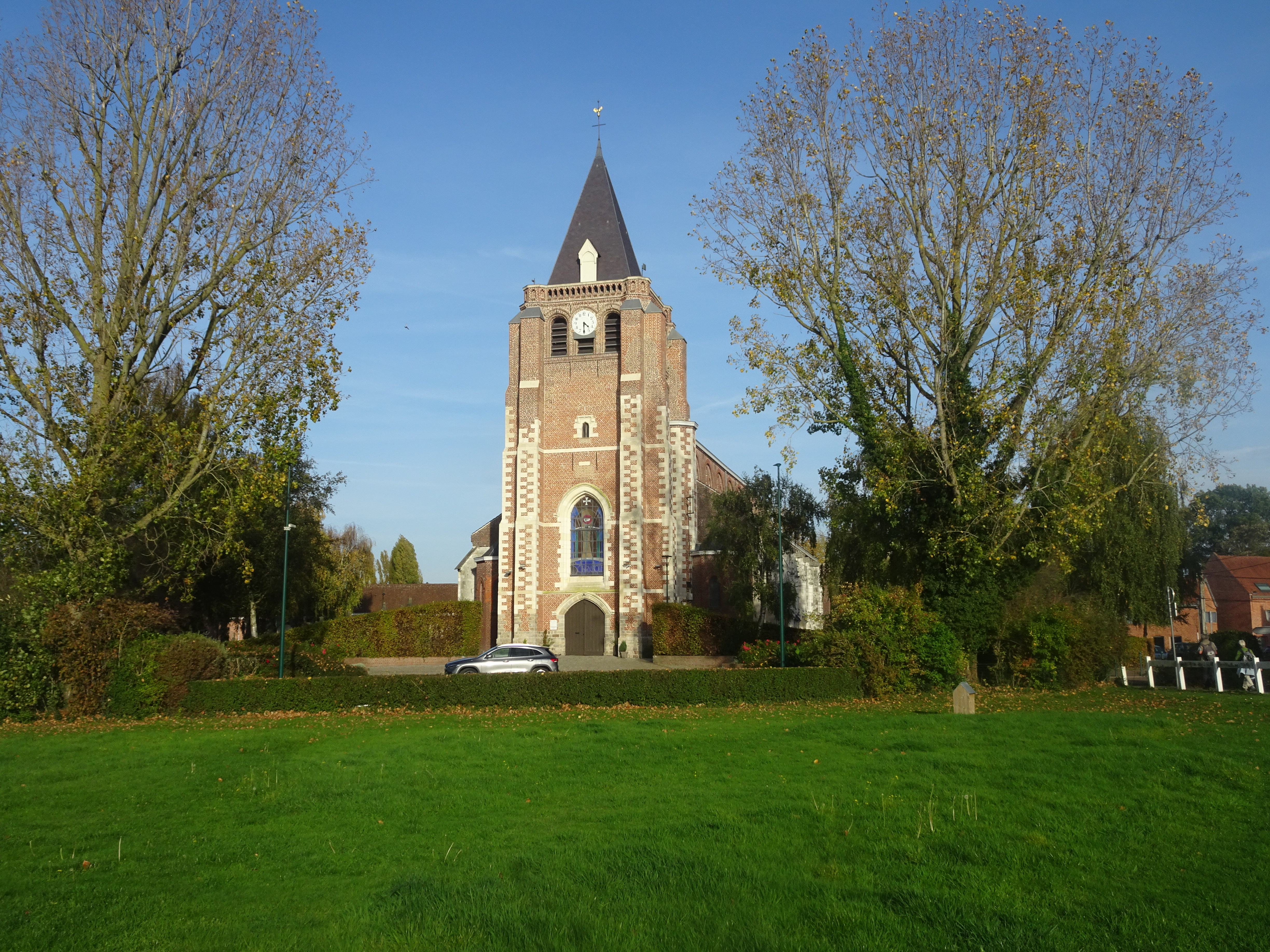
Kirche Saint-Chrysole
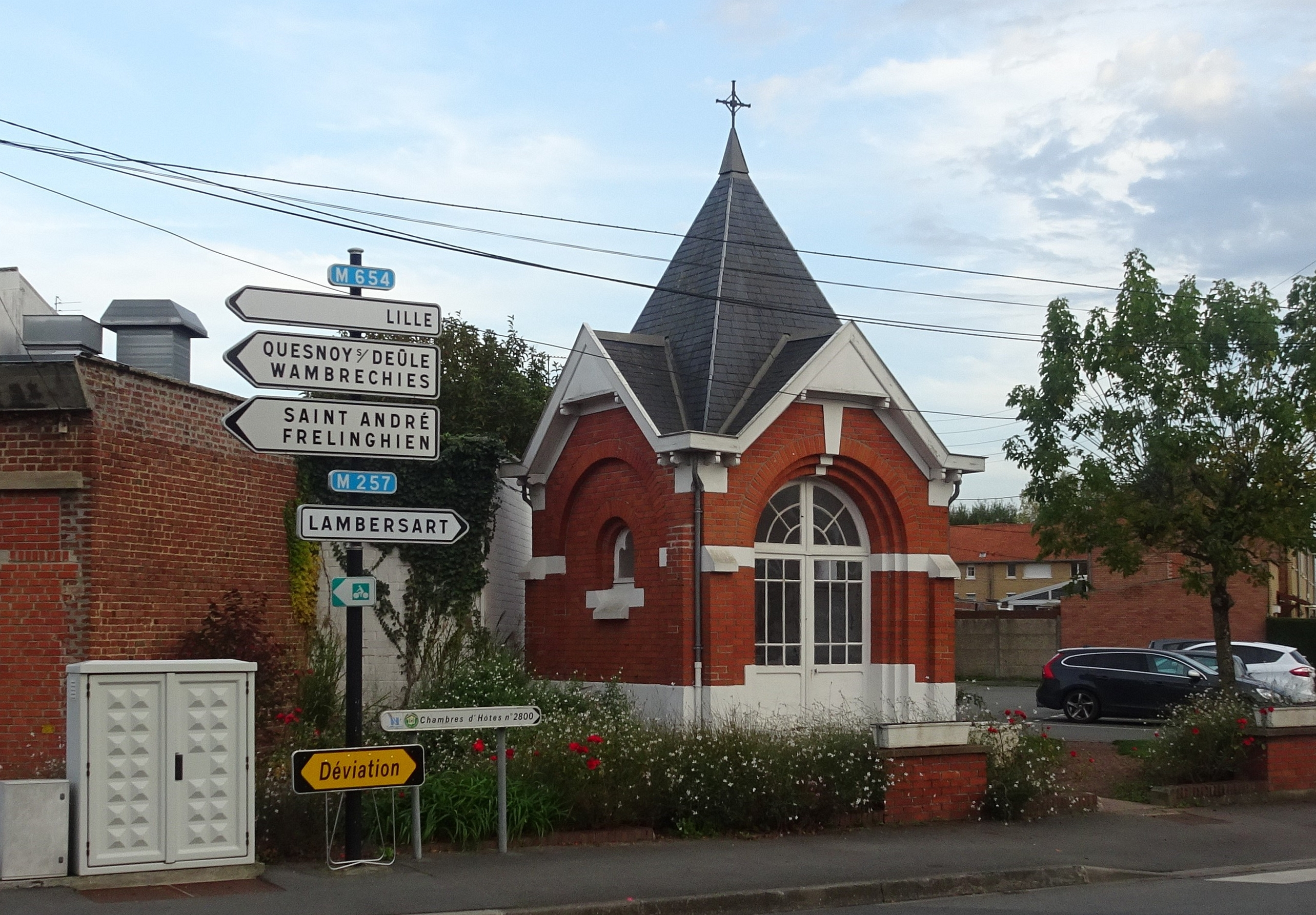
Kapelle Notre-Dame-du-Chêneau
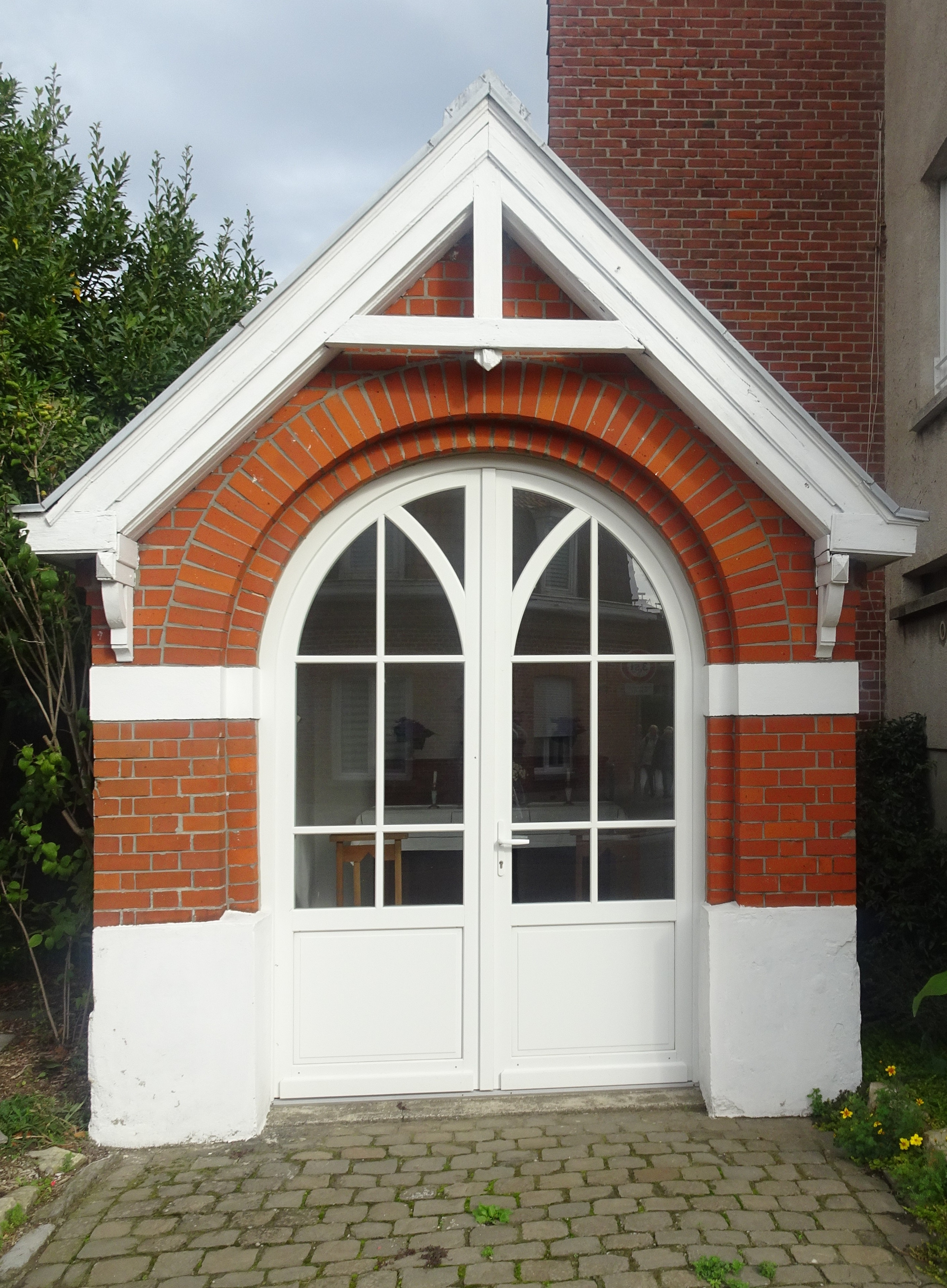
Oratorium Saint-Jean-Baptiste
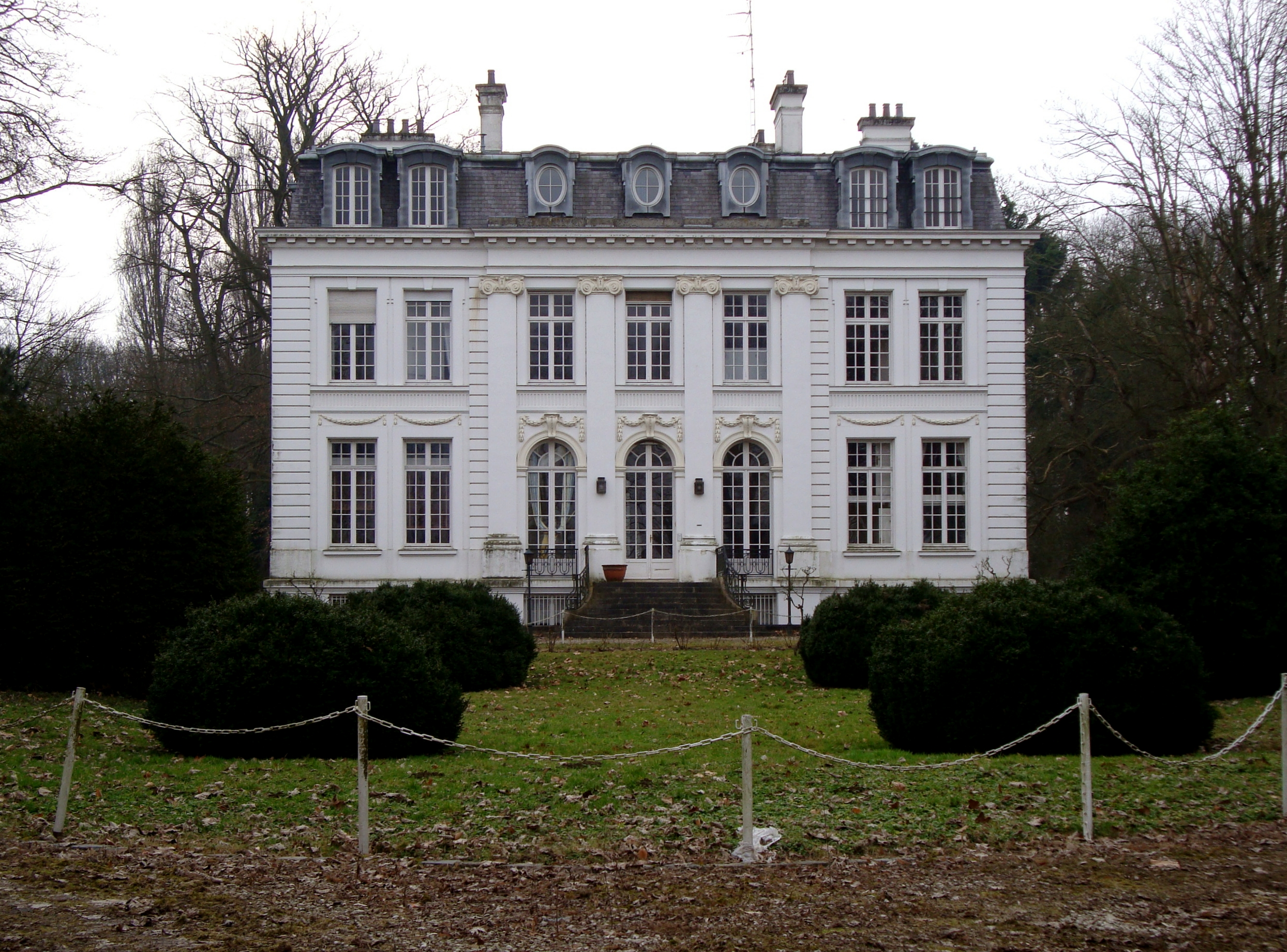
Schloss
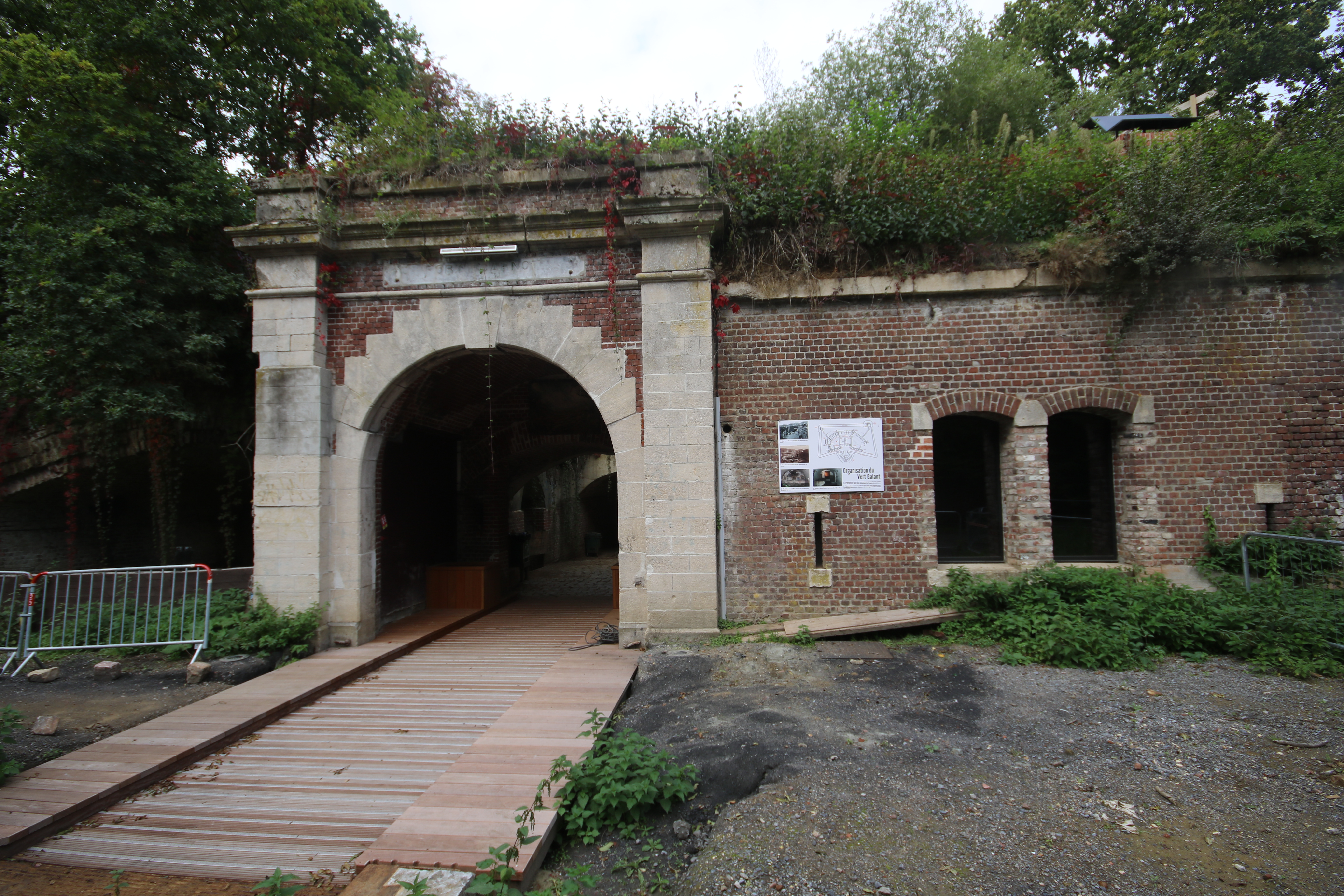
Eingang zum Fort Vert Galant
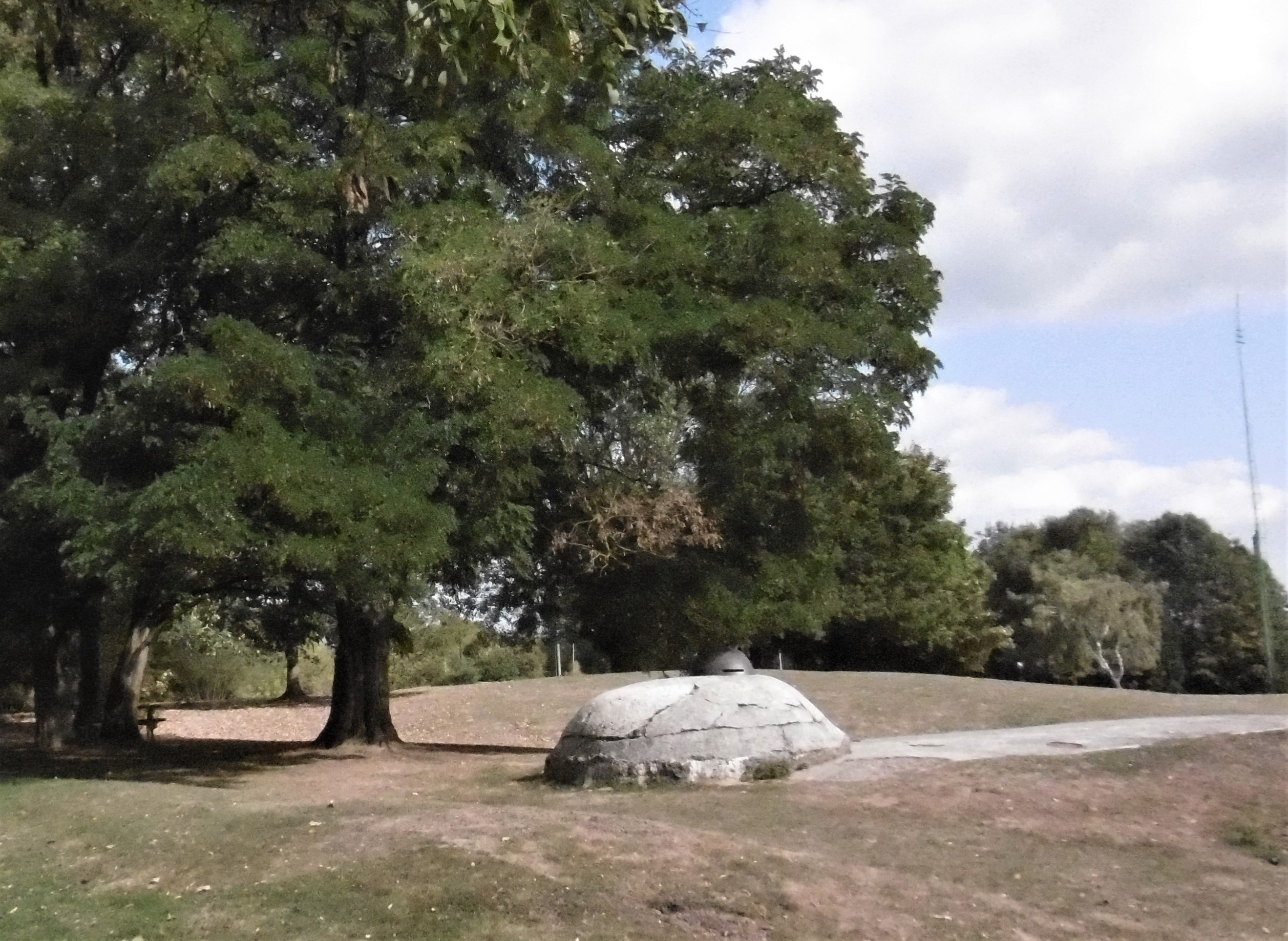
Reste des Forts Pérenchies
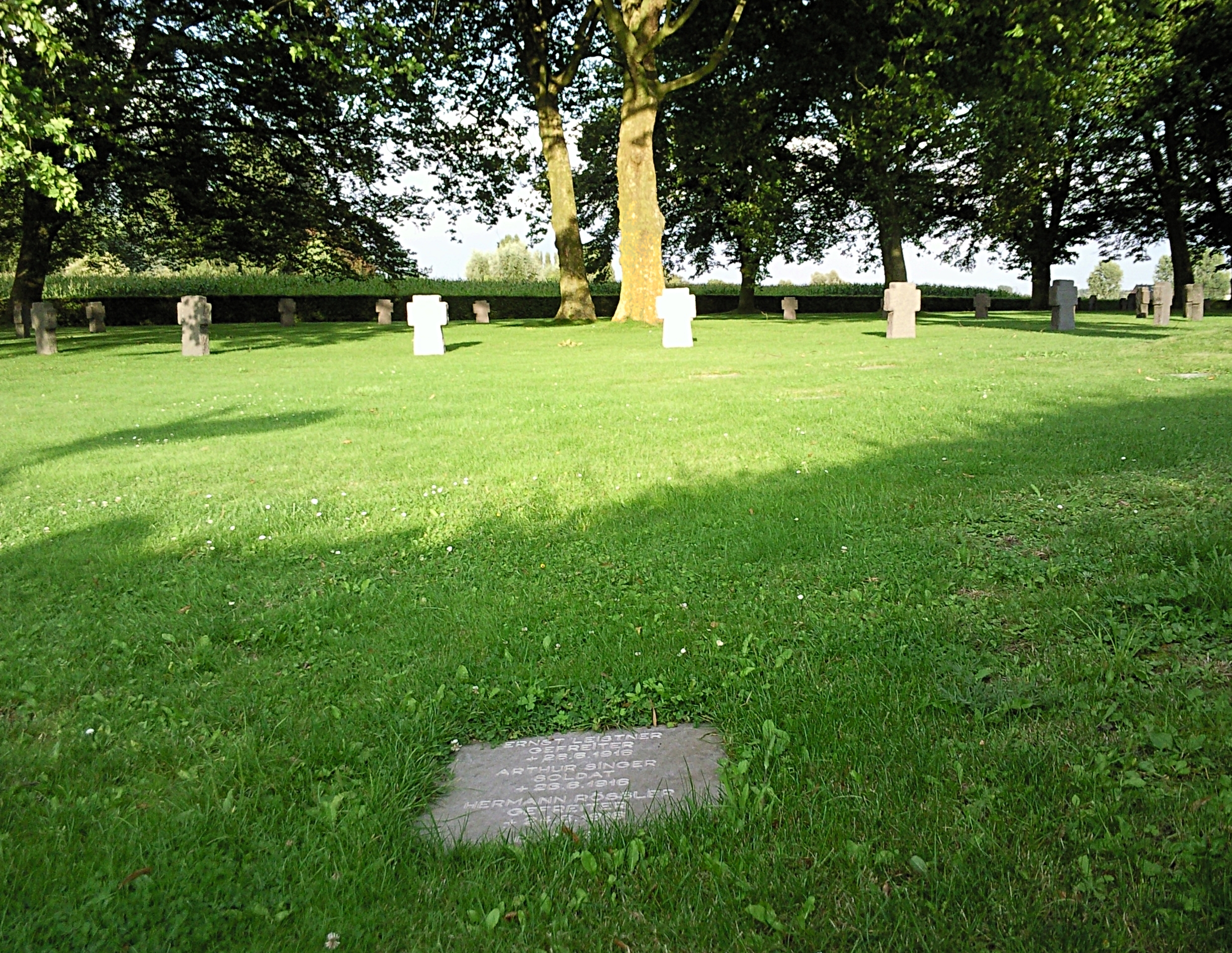
Deutscher Soldatenfriedhof

## Religion
Die Katholiken von Verlinghem gehören zur katholischen Pfarrei Notre-Dame-des-Sources, zu der auch die Katholiken der Gemeinden Lompret, Pérenchies und Prémesques gehören. Die Pfarrei gehört zum Dekanat von Leie und Deûle, das Teil des Erzbistums Lille ist.

## Schulen
Verlinghem besitzt zwei einander benachbarte Grundschulen: eine öffentliche, die École publique Gutenberg („Öffentliche Gutenberg-Schule“) und eine private, die École Sainte Marie de Verlinghem („St. Marien-Schule Verlinghem“).

## Landwirtschaft
Verlinghem ist regional bekannt für den Gemüseanbau.

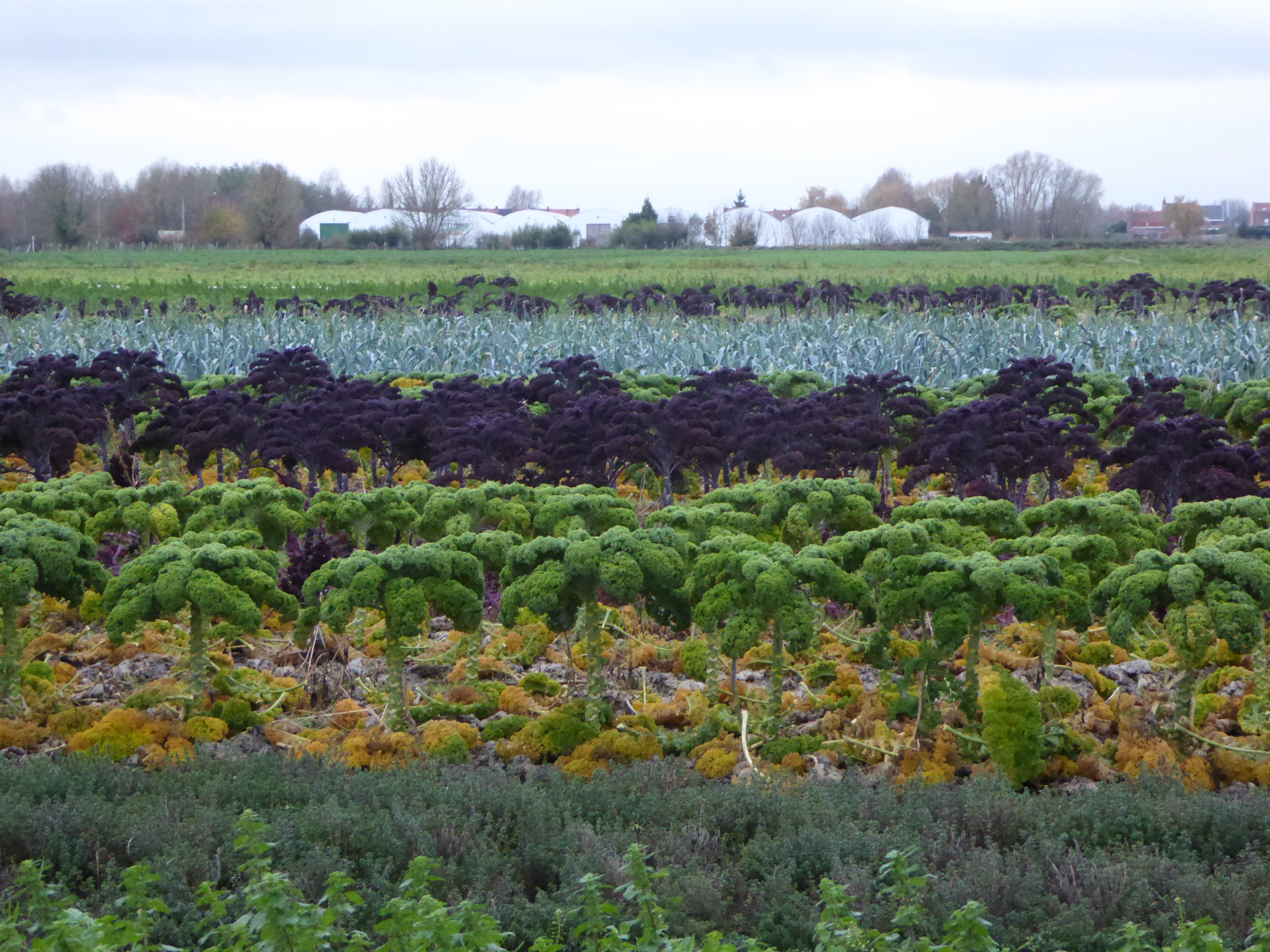
Gemüseanbau in Verlinghem
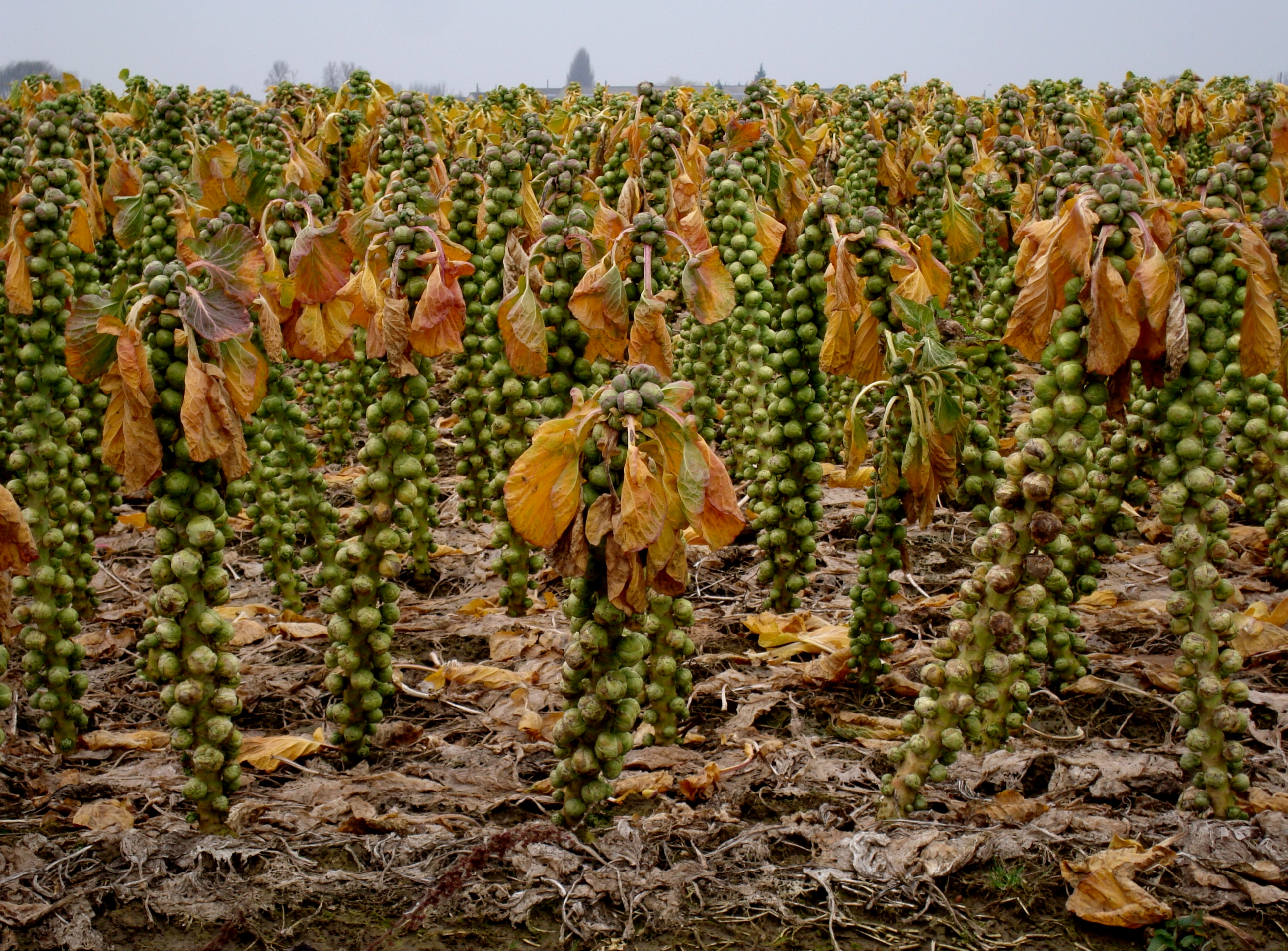
Rosenkohlfeld